# Dj motoi
dj motoi（ディージェイ・モトイ、1992年5月12日 - ）は日本のDJで、主に戦極 MCBATTLEでオフィシャルDJを務めている。岡山県津山市出身。血液型はA型。

## 楽曲提供
- 「行き当たりばったり」「フィバる」HomeWork『Can't Repeat ep.』（2015年）
- 「247」MC Frog『Fly Out EP.』(2015年）
- 「Skinny ya ru」Lick-G 『Zatsu on』（2016年）
- 「夜間飛行」蛇（2016年）

### MIX CD
- 『戦極OFFIIAL MC BATTLE OFFICIAL MIX』（2015年6月20日）
- 『Completely Different』（2016年7月29日）

## 出演
- 2015年12月10日 - テレビ朝日系列「フリースタイルダンジョン」
- 2015年12月15日 - テレビ朝日系列「フリースタイルダンジョン」
- 2016年04月18日 - TBS系列「Momm!!」